# Berlin (televisieserie)
Berlin (Spaans: La casa de papel: Berlín) ook bekend als Money Heist: Berlin, is een Spaanse televisieserie uit 2023 gemaakt door Álex Pina en Esther Martinez Lobato voor streamingdienst Netflix. De serie is een prequel van de serie La casa de papel (Money Heist).
In februari 2024 werd aangekondigd dat er een tweede seizoen van de serie gemaakt zal worden.

## Verhaal
Vele jaren voor de gebeurtenissen in La casa de papel berooft Berlin als leider van een criminele bende een veilinghuis. Om niet ontdekt te worden probeert hij de veilingmeester voor de roof te laten opdraaien. De zaken worden ingewikkeld wanneer hij verliefd wordt op de vrouw van het slachtoffer.

## Rolverdeling
| Acteur                        | Personage                    |
| ----------------------------- | ---------------------------- |
| Pedro Alonso                  | Berlin (Andrés de Fonollosa) |
| Samantha Siqueiros            | Camille                      |
| Tristán Ulloa                 | Damián                       |
| Michelle Jenner               | Keila                        |
| Begoña Vargas                 | Cameron                      |
| Julio Peña Fernández          | Roi                          |
| Joel Sánchez (acteur)         | Bruce                        |
| Maria Isabel "Masi" Rodríguez | Susi                         |
| Itziar Ituño                  | Raquel Murillo               |
| Najwa Nimri                   | Alicia Sierra Montes         |
| Miko Jarry                    | Olivier                      |
| Martín Aslan                  | Alain                        |
| Belén López                   | Eris                         |

## Productie
De serie is opgenomen in Parijs en Madrid op 146 verschillende locaties. Er werkten in totaal 65 acteurs en 1444 figuranten aan mee.